# Parkstad Limburg Stadion
O Estádio Parkstad Limburg é um estádio de futebol localizado em Roda J.C. Ring 1, cidade de Kerkrade nos Países Baixos.
O estádio tem capacidade para quase 20 000 adeptos, foi inaugurado a 15 de agosto de 2000 com uma partida entre o Roda JC e o Real Zaragoza.

Em 2005 foi uma das seis sedes da #Copa Mundial de Futebol Sub-20, no estádio disputaram-se oito partidas, incluindo o jogo inaugural e uma semifinal.

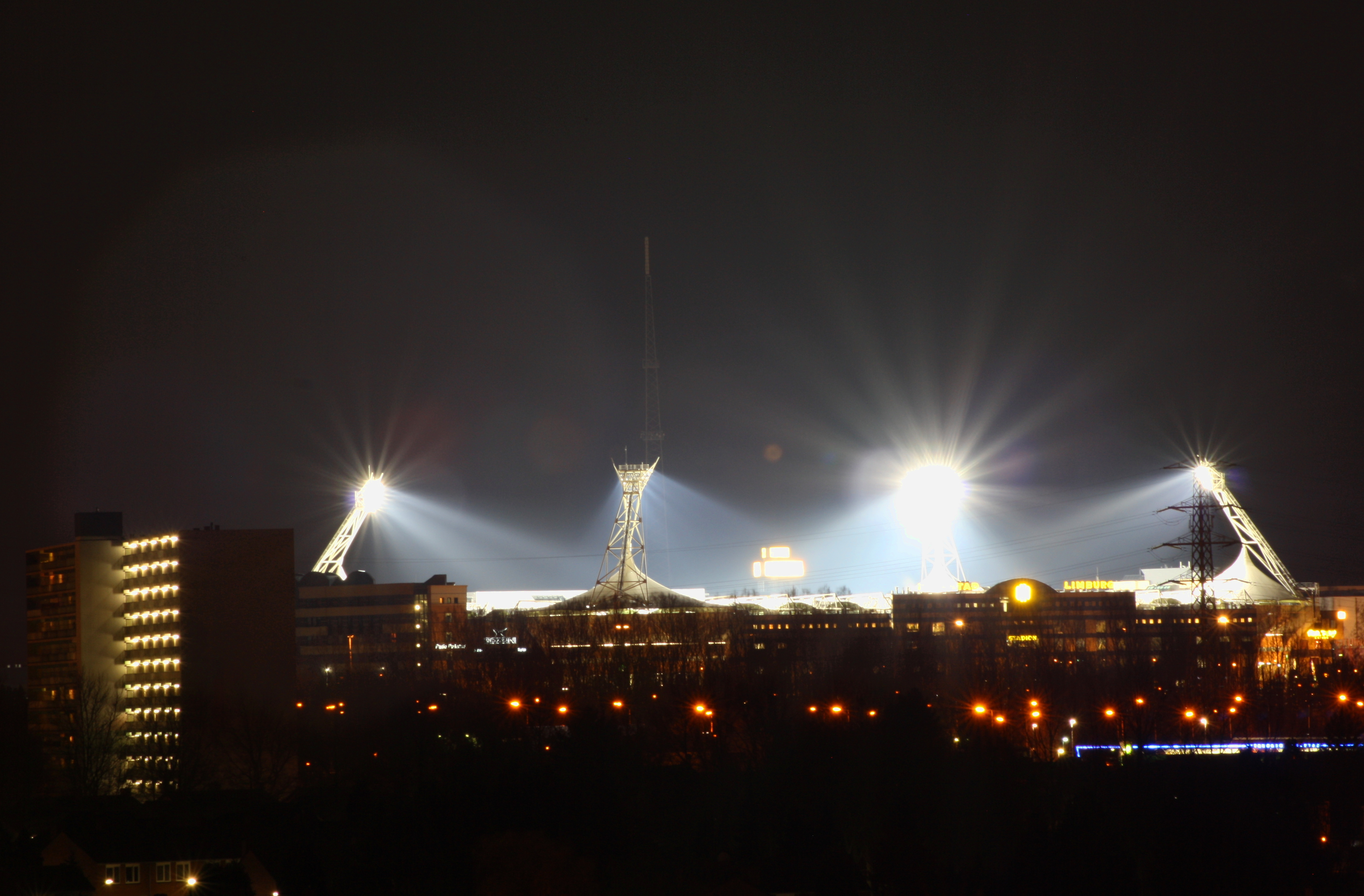
Vista aérea nocturna
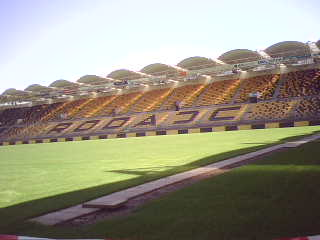
Interior